# 豊田市立市木小学校
豊田市立市木小学校（とよたしりつ いちぎしょうがっこう）は、愛知県豊田市市木町にある公立小学校。

## 概要
- 市木町、岩滝町、京ケ峰1丁目、双美町が校区である。公立中学校に進学する場合は豊田市立高橋中学校へ進学する [1]。

## 沿革
- 1978年（昭和53年）4月 - 豊田市立寺部小学校、豊田市立平井小学校から分離し、開校。
- 1979年（昭和54年） - 校舎を増築する。
- 2001年（平成13年） - 校舎を増築する。

## 交通アクセス
- 名鉄バス矢並線「市木町4丁目」バス停より徒歩約3分。

名鉄三河線豊田市駅より【60系統】「鞍ヶ池東」行。【61系統】「足助」行。
- とよたおいでんバス25系統、豊田・渋谷線「市木小学校前」バス停より徒歩すぐ。

## 周辺施設
- 豊田市立高橋中学校
- 豊田市立東山小学校
- 豊田市立寺部小学校
- 豊田市立平井小学校
- 豊田市立広川台小学校
- 名古屋柳城短期大学附属豊田幼稚園
- 豊田市役所高橋支所・高橋コミュニティセンター
- 加茂川公園